# Porcelia
Porcelia é um género botânico pertencente à família Annonaceae.
Porcelia Ruiz & Pavón é um dos 129 gêneros que compõem a família Annonaceae, apresenta 18 espécies: Porcelia macrocarpa (Warming) R. E. Fries; P. magnifructa (Schery) R. E. Fries; P. magnifructum (Schery) R. E. Fries;P. steinbachii (Diels) R. E. Fries, P. venezuelensis Pittier; P. nitidifolia Ruiz & Pavón; P. cinnamonema Ruiz & Pavón;  P. ponderosa (Rusby) Rusby; P. pondemsa Rusby; P. saffordiana Rusby; P. mediocris N. A. Murray; P. discolor N. A. Murray; P. grandiflora Pers.; P. parviflora Pers.; P. pygmaea Pers.; P. triloba Pers; P. microcarpa Donn. Sm. e P. stenopetala Donn. Sm.
1. ↑  «Porcelia — World Flora Online». www.worldfloraonline.org. Consultado em 19 de agosto de 2020